# Alexis Machuca
Alexis Machuca (10 de mayo de 1990, Rosario, Provincia de Santa Fe) es un futbolista argentino, actualmente es jugador de 9 de Julio de Arequito. Su posición es la de defensa.

## Trayectoria
Con tan solo 16 años, debutó en la Primera División de Argentina. Transformándose en uno de los defensas más jóvenes del campeonato. En ese momento estaba en la selecciones juveniles sub-17 de Argentina. En el Torneo Apertura 2009 logra afianzarse como titular y su equipo Newell's Old Boys sale subcampeón. Él realizó un trabajo extraordinario, pero en partidos claves como por ejemplo, en el que tuvo contra Boca Juniors, se encargó de marcar a Juan Román Riquelme logrando un notable desempeño.

## Selección juvenil
Alexis formó parte del plantel que jugó el Campeonato Sudamericano Sub-17 de 2007 desarrollado en Ecuador. En el segundo partido de la Primera ronda, Machuca convirtió un gol frente al seleccionado de Colombia, finalmente Argentina terminaría ganando ese partido por 2 a 1.
Argentina salió tercero y clasificó para la Copa Mundial de Fútbol Sub-17 de 2007 de Corea del Sur, a la que Machuca asistió y además, convirtió un gol frente a Honduras, en la fase de grupos del torneo.
También fue parte del sub-15 y sub-20

## Clubes
| Club                       | País      | Año         | Partidos |
| -------------------------- | --------- | ----------- | -------- |
| Newell's Old Boys          | Argentina | 2006-2012   | 57       |
| Universidad de Concepción  | Chile     | 2013-2017   | 77       |
| Sp. Estudiantes (San Luis) | Argentina | 2017-2018   | 12       |
| Gimnasia y Esgrima (Jujuy) | Argentina | 2018-2019   | 14       |
| Santiago Morning           | Chile     | 2020        | 19       |
| Deportes Concepción        | Chile     | 2021        | 15       |
| Belgrano                   | 🇦🇷        | 2022 - 2023 |          |
| Centenario Msdyb           | 🇦🇷        | 2024        | 43       |
| 9 de Julio de Arequito     | 🇦🇷        | 2025        |          |

## Palmarés

### Campeonatos nacionales
| Título     | Club                      | País  | Año     |
| ---------- | ------------------------- | ----- | ------- |
| Copa Chile | Universidad de Concepción | Chile | 2014-15 |

 [torneo ascenso chile 2013]
```
[ COPA SUDAMERICANA 2010, 2015 y 2017
```